# تفنگ‌مرغ باشکوه
تفنگ‌مرغ باشکوه (نام علمی: Ptiloris magnificus) نام یک گونه از سرده تفنگ‌مرغ‌ها است.